# قشدة شريموليا
قِشْدة شَريمُوْلِيا وتُسمَّى اليوم باسم شِرِمُويَة (الاسم العلمي: Annona cherimola)، واسم شريموليا إنكي، وهي نوع من النباتات الصالحة للأكل الحاملة للفاكهة من جنس القشطة وفصيلة القشديات، التي تشمل أنواع وثيقة الصلة به وهي السفرجل الهندي والقشطة الشائكة. يُعتقد منذ فترة طويلة أن النبات موطنه الأصلي في كولومبيا والإكوادور والبيرو وبوليفيا والشيلي، مع الزراعته التي تمارس في جبال الأنديز وأمريكا الوسطى
، وهناك فرضية حديثة تفترض أمريكا الوسطى كأصل بدلاً من ذلك، لأن العديد من الأقارب البرية للنبات توجد في هذه المنطقة.
يُزرع الشريموليا في المناطق الاستوائية في جميع أنحاء العالم، وكذلك في إسبانيا، ومعظمها في المقاطعات الجنوبية من غرناطة ومالقة، حيث يُستهلك على نطاق واسع. يزرع أيضًا في كالابريا في جنوب إيطاليا. وصف الكاتب الأمريكي مارك توين الشريموليا بأنها «أكثر الفواكه التي يعرفها الرجال لذة». يعطي القوام الدهني للفاكهة اسمها الثانوي، تفاح الكسترد.

## الوصف
شجرة صغيرة القد تعلو نجو 5 أمتار. اوراقها بيضية، مُوبرة، جميلة اللون الأخضر. أزهارها مِحورية مُتدلية.
بتلاتها مستطيلة الشكل بيضاء الصفحة العليا الداخلية، خضراء السُفلى الخارجية.
ثمارها رَمدْاء اللون حجمها حجم البرتقال. لُبابها عاجيّ المادة، غزير العُصارة،
عذب المذاق، لذيذ الطعم، فَوّاح العَرْف المُستحب. إن هذا النوع هو الأجود صنفًا.